# Endeis pauciporosa
Endeis pauciporosa är en havsspindelart som beskrevs av Stock, J.H. 1970. Endeis pauciporosa ingår i släktet Endeis och familjen Endeididae. Inga underarter finns listade i Catalogue of Life.